# Wołczuny
Wołczuny (lit. Valčiūnai) − wieś na Litwie, zamieszkana przez 2089 ludzi, w rejonie wileńskim, 2 km na południe od Czarnego Boru.
Znajduje tu się stacja kolejowa Wołczuny, położona na linii Równe – Baranowicze – Wilno, stanowiąca odrębną osadę Wołczuny.

## Historia
W dwudziestoleciu międzywojennym leżały w Polsce, w województwie wileńskim, w powiecie wileńsko-trockim, w gminie Rudomino.
Po II wojnie światowej w granicach Związku Sowieckiego. Od 1991 na niepodległej Litwie.